# Ramiz Pašić (glumac)
Ramiz Pašić je dječji glumac iz kasnih 1970-tih godina porijeklom iz Izačića kod Bihaća. Od svih dječjih glumaca koji su igrali u seriji "Jelenko", jedini je snimio tri filma.
Danas živi i radi u Sloveniji

## Filmografija
Serije
- 1980.: "Jelenko" – Ivo

Filmovi:
- 1978.: "Sila s Navaronea" – dječak Malloryje
- 1977.: "Hajdučka vremena" – Iketa
- 1977.: "Letači velikog neba" – dječak Ante

Izvori za filmografiju

## Vanjski izvori
- Borislav Seifert, Ramiz Pašić (intervju)